# Diottria
La diottria è una unità di misura (in m−1) del potere diottrico, catottrico o catadiottrico di un sistema ottico. Il termine deriva dal greco διοπτρικός, formato da διά cioè «attraverso» e dalla radice ὀπ- ossia «vedere» e implica il funzionamento del diottro. In ottica, la diottria è chiamata anche potere rifrattivo o potere convergente della lente per esprimere la capacità di modificare (convergere o divergere) la direzione dei raggi di un fascio di luce. Il potere diottrico è direttamente correlato al valore di ingrandimento. Il numero di diottrie di una lente o di un sistema ottico equivalente, è pari al reciproco della lunghezza focale espressa in metri:
{\displaystyle D={\frac {1}{f}}}

## Esempio
Il tipico potere diottrico dell'occhio umano normale (emmetrope) e rilassato, è di circa 62 diottrie (+/- 0,5), che corrisponde ad una lunghezza focale (durante l'osservazione a grande distanza) di circa 16 mm (fnorm). Se un occhio è miope, ma con circa la stessa lunghezza focale di un occhio normale, presenta un bulbo più allungato, per cui i raggi paralleli entranti convergono prima di arrivare sulla retina e l'individuo ha una visione sfuocata. Supponendo che il bulbo sia 1 millimetro più lungo, la distanza focale corretta (fcorr) sarebbe di 17mm (~ 59 diottrie), e siccome 62 – 59 = 3, necessita di una lente divergente di circa –3 diottrie. 
Con un calcolo per misure focali, è possibile mostrare che, in un sistema di lenti composte, approssimativamente :
{\displaystyle {\frac {1}{F}}={\frac {1}{f_{\text{norm}}}}+{\frac {1}{f_{\text{corr}}}}},
da cui
{\displaystyle {\frac {1}{f_{\text{corr}}}}={\frac {1}{F}}-{\frac {1}{f_{\text{norm}}}}=\left({\frac {1}{17}}-{\frac {1}{16}}\right)\cdot 10^{3}{\text{ m}}^{-1}=-3,68{\text{ diottrie}}},
ove il segno meno giustifica l'asserzione fatta sulla lente, cioè che essa deve essere divergente.
Per una correzione di tale miopia sarà, quindi, necessaria una lente negativa (concava) da circa –3,50 diottrie, poiché le lenti per la correzione di difetti refrattivi, vengono tipicamente misurate in passi da 0,25 diottrie.

## Strumentazione di misura
Lo strumento ottico utilizzato per misurare il potere diottrico delle lenti correttive, è il frontifocometro.